# Casa a striscia

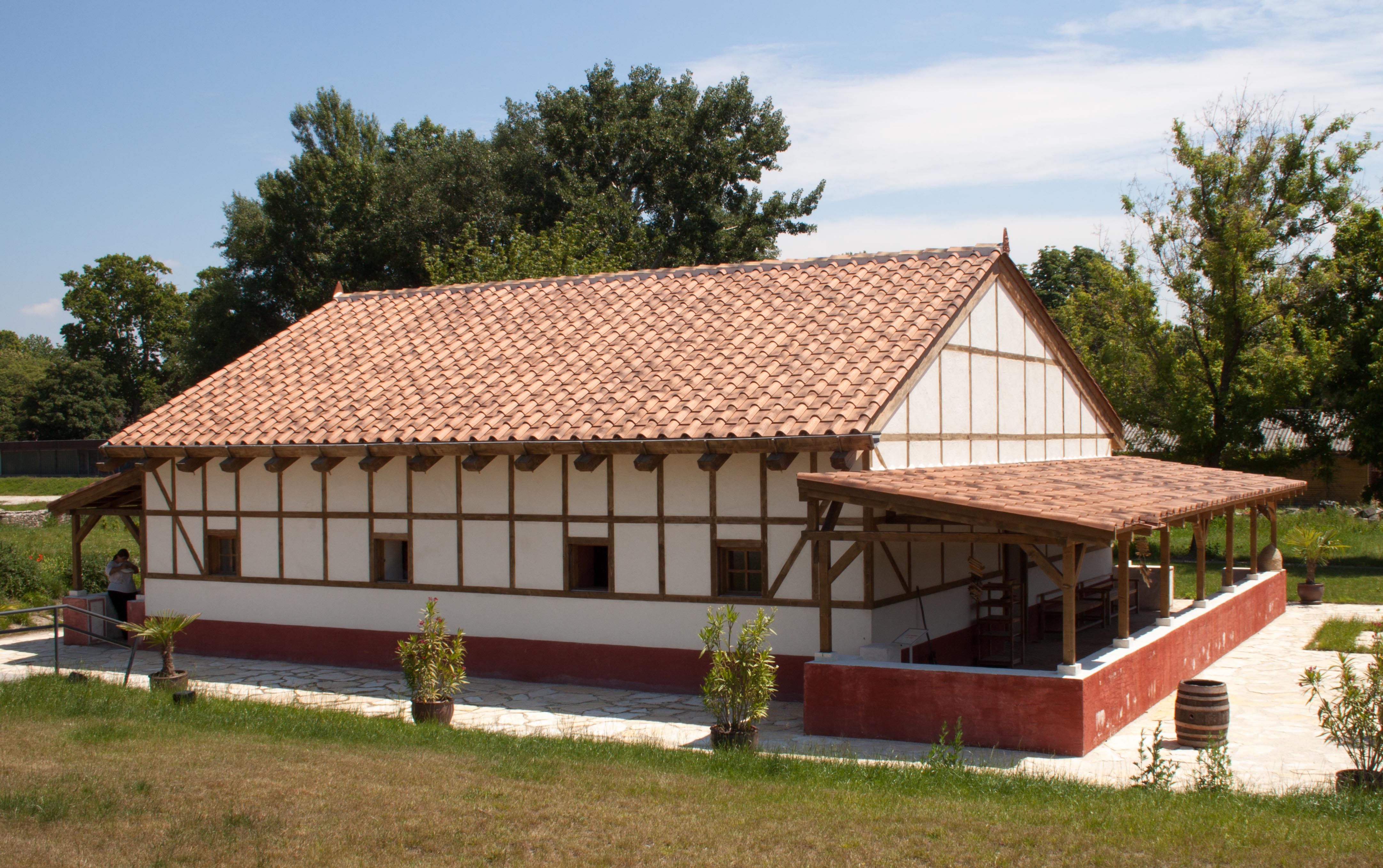
Ricostruzione di una casa a striscia nel canabae di Aquincum (II - III secolo)

Una casa a striscia (Streifenhaus in tedesco) è un tipo di casa caratteristica dei vicus nelle province romane del nord-ovest, improntata alle popolazioni gallo-romane. La loro presenza è attestata anche nelle città più grandi.
Questo tipo di edificio era molto stretto ed esteso lungo il lato della strada per garantire il più possibile l'accesso alla via principale all'interno di un vicus romano. Le trame associate venivano adattate alla forma dell'edificio. Le case potevano essere lunghe fino a 40 metri, ma solitamente erano larghe tra i 5 e i 16 metri. Il lato del frontone è di solito disposto sulla strada. Finora, non è stato possibile identificare alcuna struttura specifica fra le case a striscia esaminate. Gli edifici potrebbero essere stati costruiti da parete a parete, oppure condividevano un muro esterno. Spesso uno stretto corridoio, un cosiddetto ambitus, separava le case. Sul lato opposto della strada vi era spesso un cortile con un forno e/o un pozzo. La disposizione delle case a striscia variava. Spesso c'era uno stretto spazio sul fronte strada che occupa l'intera larghezza della casa. Qui c'era probabilmente un negozio da cui la clientela poteva essere servita per strada. Questi tipi di abitazioni dominavano la parte posteriore del vicus. Inoltre la parte sporgente del tetto formavano un passaggio pedonale coperto.
A partire dalla metà del I secolo, le case venivano costruite con una tecnologia detta a graticcio con fondamenta in legno. Dalla fine del I secolo, gli edifici furono costruiti come case a graticcio con fondamenta in pietra e dal II secolo interamente in pietra. Nello sviluppo della costruzione in pietra riflette la crescente prosperità e il consolidamento della popolazione della provincia nel II e all'inizio del III secolo. Così dal II secolo, anche nelle case a striscia, venne sempre più usato un intonaco a muro dotato di affreschi. Quando gli insediamenti furono colpiti dalle invasioni germaniche nella seconda metà del III secolo, furono di solito ricostruiti in costruzioni a graticcio, come dimostra l'esempio di Iuliacum (Jülich).
Nel 2009 sono state costruite due case a striscia (negozio e officina) sul terreno del vicus di Saalburg.